# Viktor Boriszovics Svecov
Viktor Boriszovics Svecov (ukrán betűkkel: Віктор Борисович Швецов; Odessza, 1968. június 22. –) ukrán nemzetközi labdarúgó-játékvezető.

## Pályafutása

### Nemzetközi játékvezetés
Az Ukrán labdarúgó-szövetség Játékvezető Bizottsága (JB) 2005-ben terjesztette fel nemzetközi játékvezetőnek, a Nemzetközi Labdarúgó-szövetség (FIFA) bíróinak keretébe. Több nemzetek közötti válogatott és klubmérkőzést vezetett. 2010-től UEFA besorolás szerint a 2. kategóriába tevékenykedik.

#### Európa-bajnokság
A 2012-es labdarúgó-Európa-bajnokságig vezető selejtezők során az UEFA JB játékvezetőként foglalkoztatta. 2012-es tornára az UEFA/FIFA JB a 12 fős játékvezetői keretbe delegálta. A nemzetközi torna előtt speciális felkészítő edzőtáborba vettek részt. Elsőként 2012. január 30. - február 2. között, utána április végén a Varsóban folytatódott felkészítésük. A kontinensviadalon negyedik játékvezetőként segíti működő társa munkáját. 
| Időpont             | Helyszín                      | Mérkőzés típusa           | Mérkőzés             | Eredmény | Nézők száma |
| ------------------- | ----------------------------- | ------------------------- | -------------------- | -------- | ----------- |
| 2010. szeptember 7. | Hampden Park Stadion, Glasgow | előselejtező (I. csoport) | Skócia–Liechtenstein | 2 : 1    | 37 050      |